# Moncayo
Pour les articles homonymes, voir Moncayo (homonymie).
Le Moncayo, ou pico de San Miguel, est une montagne du système Ibérique située entre la province de Saragosse (Aragon, Espagne) et la province de Soria (Castille-et-León). Avec ses 2 314 m d'altitude, c'est le plus haut sommet du système ibérique et l'un des pics les plus importants de la péninsule Ibérique. Depuis 1978, l'enclave est classée parc naturel (Parque Natural de la Dehesa del Moncayo) avec une superficie protégée de 9 848 ha.

## Voies d'accès
- Santuario Virgen del Moncayo (2 h)
- Fuente de los Frailes (2 h 45)
- Litago (1 h 15, par Fuente de los Frailes)
- Cueva de Ágreda (2 h 30)
- Beratón (2 h 45)